# Élections législatives de 2024 dans l'Aisne
Les élections législatives françaises de 2024 dans l'Aisne se déroulent les 30 juin et 7 juillet 2024. Dans l'Aisne, cinq députés sont à élire dans le cadre de cinq circonscriptions.
Le scrutin intervient trois ans avant la fin normale du mandat de la législature sortante à la suite de la dissolution de l'Assemblée nationale par Emmanuel Macron, en réaction à la lourde défaite au niveau national de la coalition présidentielle Ensemble aux élections européennes, où elle est devancée de près de 17 points par le Rassemblement national.

## Contexte

### À l'Assemblée
En 2022, en lien avec l'impopularité d'Emmanuel Macron, la coalition présidentielle perd ses trois députés dans l'Aisne et aucun de ces députés sortants ne parviennent à conserver leur siège au second tour face au Rassemblement national. La droite conserve son unique siège avec Julien Dive tandis que la gauche garde aussi son siège avec Jean-Louis Bricout. Le Rassemblement national gagne trois sièges de député sur les cinq duels du second tour dans les circonscriptions du département, avec Nicolas Dragon, José Beaurain et Jocelyn Dessigny, après le revers électorales de 2017 où le parti n'avait obtenu aucun député.
Nicolas Dragon, député de la 1re circonscription, intègre la commission du Développement durable et de l'Aménagement du territoire de l'Assemblée nationale. Membre du groupe Rassemblement national, il suit les positions de ce dernier. Il s'occupe des questions relatives au nucléaire au sein du groupe et de son parti. Il fait d'ailleurs plusieurs interventions concernant la proposition de loi de fusion de l'Autorité de sûreté nucléaire (ASN) et de l'Institut de radioprotection et de sûreté nucléaire (IRSN),.
Julien Dive, député de la 2e circonscription, réintègre la commission des Affaires économiques et reste vice-président de cette commission. Pour la présidence du groupe Les Républicains à l'Assemblée nationale, il se présente comme candidat, mais il est battu par Olivier Marleix, qui obtient 40 voix contre 20 pour Dive. Lors des réformes des retraites, il prend position contre le texte et fait partie des 19 députés de son groupe à voter la motion de censure déposée par le groupe LIOT. Il fait plusieurs interventions sur les questions agricoles pour son groupe et dans la presse.
Jean-Louis Bricout, député de la 3e circonscription, rejoint la commission du Développement durable et de l'Aménagement du territoire et la commission des Affaires économiques. Au début de la législature, il ne réintègre pas le groupe socialiste et décide de siéger comme député non-inscrit en raison de son désaccord avec la NUPES, même s'il a obtenu l'investiture de cette dernière pour son élection en 2022. En septembre 2022, il rejoint le groupe Libertés, indépendants, outre-mer et territoires (LIOT) et adhère en février 2023 au mouvement La Convention, fondée par Bernard Cazeneuve. En février 2024, il est l'auteur d'une proposition de loi avec le député Yannick Favennec pour rendre obligatoire l'affichage des prix des bornes électriques.
José Beaurain, député de la 4e circonscription, intègre la commission des Affaires sociales de l'Assemblée nationale. Il est membre du groupe Rassemblement national. Premier député aveugle sous la Cinquième République, il intervient sur les questions autour du handicap et les conditions de vie des personnes handicapée. Il effectue d'ailleurs une intervention remarquée en octobre 2022 dans l'hémicycle à l'aide d'un texte en braille sur le sujet de l'aide à la vie partagée (AVP). Il fait partie des 150 députés les plus actifs en matière d'amendements et de propositions de loi, mais son temps de parole dans l'hémicycle est minimal par rapport aux autres députés de son groupe.
Jocelyn Dessigny, député de la 5e circonscription, rejoint la commission des Finances de l'Assemblée nationale. Membre du groupe Rassemblement national, il suit les positions de son groupe. Il critique en juillet 2023 le projet de Cité internationale de la langue française comme étant déconnecté de la réalité des habitants de Villers-Cotterêts et d'un caprice présidentiel. Il suscite la polémique en septembre 2023 sur ses propos concernant les mères au foyer dans la cadre du projet de loi « plein emploi ».

### Élections européennes
Lors des élections européennes de 2024, le Rassemblement national est en tête dans le département avec 50,64 % des voix pour la liste conduite par Jordan Bardella. Il est suivi par la liste de la majorité présidentielle Ensemble, conduite par Valérie Hayer avec 11,30 % puis par la liste du Parti socialiste, conduite par Raphaël Glucksmann avec 7,78 % et enfin par la liste des Républicains de François-Xavier Bellamy avec 6,25 %. La liste de La France insoumise, conduite par Manon Aubry, arrive en cinquième position avec 5,29 % des suffrages.
En dessous de 5 % des suffrages exprimés, on retrouve en sixième position la liste de Reconquête de Marion Maréchal avec 4,98 %. Avec 2,36 % des suffrages exprimés, la liste des Écologistes de Marie Toussaint est devancé par celle du Parti animaliste de Hélène Thouy qui recueille 2,41 % des suffrages exprimés. Le Rassemblement national a d'ailleurs obtenu son meilleur résultat national en métropole comme celle de 2019.

#### Résultats des élections européennes de 2024 par circonscription
| Circonscription | RN      | ENS     | PS - PP | LFI    | LR     |
| --------------- | ------- | ------- | ------- | ------ | ------ |
| Circonscription |         |         |         |        |        |
| 1re             | 50,21 % | 11,68 % | 8,16 %  | 4,72 % | 6,1 %  |
| 2e              | 48,96 % | 11,73 % | 8,03 %  | 5,64 % | 7,47 % |
| 3e              | 55,87 % | 9,98 %  | 6,74 %  | 3,2 %  | 5,76 % |
| 4e              | 50,86 % | 11,44 % | 7,81 %  | 6,18 % | 5,55 % |
| 5e              | 48,16 % | 11,52 % | 8 %     | 6,34 % | 6,34 % |

## Système électoral
Les élections législatives ont lieu au scrutin uninominal majoritaire à deux tours dans des circonscriptions uninominales.
Est élu au premier tour le candidat qui réunit la majorité absolue des suffrages exprimés et un nombre de voix au moins égal au quart (25 %) des électeurs inscrits dans la circonscription. Si aucun des candidats ne satisfait ces conditions, un second tour est organisé entre les candidats ayant réuni un nombre de voix au moins égal à un huitième des inscrits (12,5 %) ; les deux candidats arrivés en tête du premier tour se maintiennent néanmoins par défaut si un seul ou aucun d'entre eux n'a atteint ce seuil. Au second tour, le candidat arrivé en tête est déclaré élu.
Le seuil de qualification basé sur un pourcentage du total des inscrits et non des suffrages exprimés rend plus difficile l'accès au second tour lorsque l'abstention est élevée. Le système permet en revanche l'accès au second tour de plus de deux candidats si plusieurs d'entre eux franchissent le seuil de 12,5 % des inscrits. Les candidats en lice au second tour peuvent ainsi être trois, un cas de figure appelé « triangulaire ». Les second tours où s'affrontent quatre candidats, appelés « quadrangulaire » sont également possibles, mais beaucoup plus rares.

### Dates
Selon les dispositions de la Constitution, les élections en cas de dissolution doivent se tenir dans les vingt à quarante jours après la signature du décret de dissolution et l'expiration des pouvoirs de l'Assemblée nationale. L'Assemblée doit ensuite se réunir le deuxième jeudi qui suit son élection. Les élections législatives sont fixées par le gouvernement aux 30 juin et 7 juillet,,,.
Le décret de convocation des électeurs du président de la République — qui suit le décret de dissolution également pris par celui-ci — ayant fixé les élections trois semaines après sa signature, le délai de dépôt des candidatures pour le premier tour prévu par le code électoral, fixé au quatrième vendredi précédant le jour du scrutin, n'est pas applicable à ces élections législatives. Conformément à la jurisprudence du Conseil constitutionnel, la date limite de dépôt de candidature pour le premier tour est donc édictée par ce décret, qui la fixe au dimanche 16 juin à 18 heures.
Les déclarations de candidature doivent être déposées à la préfecture à Laon. Le dépôt doit avoir lieu entre le 12 et le 16 juin à 18 heures pour le premier tour,. À la clôture du dépôt, un tirage au sort a lieu pour chaque circonscription afin de déterminer l'ordre de présentation des candidats. Le préfet publie ensuite un arrêté donnant la liste des candidats pour le premier tour,.
Pour le second tour, les déclarations de candidature doivent être déposées du 1er au 2 juillet 2024 à 18 heures,,. L'ordre de présentation des candidats est déterminé par les résultats du premier tour.

### Partis et nuances
Les résultats des élections sont publiés en France par le ministère de l'Intérieur, qui classe les partis en leur attribuant des nuances politiques. Ces dernières sont décidées par les préfets, qui les attribuent indifféremment de l'étiquette politique déclarée par les candidats, qui peut être celle d'un parti ou une candidature sans étiquette.
Seuls le Parti communiste français (COM), La France insoumise (FI), le Parti socialiste (SOC), le Parti radical de gauche (RDG), Les Écologistes (VEC), Renaissance (RE), le Mouvement démocrate (MDM), Horizons (HOR), l'Union des démocrates et indépendants (UDI), Les Républicains (LR), le Rassemblement national (RN) et Reconquête (REC) se voient attribuer en 2024 des nuances propres. Les coalitions Ensemble et Nouveau front populaire, ainsi que les candidats de l'alliance LR-Ciotti-RN, en bénéficient également indirectement, les nuances Ensemble ! (Majorité présidentielle) (ENS), Union de la gauche (UG) et Union de l'extrême-droite (UXD) étant attribuables aux candidats bénéficiant respectivement du soutien de deux partis du centre, de deux partis de gauche ou de deux partis d'extrême-droite,.
Tous les autres partis se voient attribuer l'une ou l'autre des nuances suivantes : EXG (extrême gauche), DVG (divers gauche), ECO (écologiste), REG (régionaliste), DVC (divers centre), DVD (divers droite), DSV (droite souverainiste) et EXD (extrême droite). Des partis comme Debout la France ou Lutte ouvrière ne disposent ainsi pas de nuances propres, et leurs résultats nationaux ne sont pas publiés séparément par le ministère, car mélangés avec d'autres partis (respectivement dans les nuances DSV et EXG).

## Campagne et positionnement des partis

### Union de la gauche: Nouveau Front populaire
Au lendemain des élections européennes, des discussions entre les forces de gauche, La France insoumise, le Parti socialiste, Les Écologistes, le Parti communiste français, Génération.s et la Gauche républicaine et socialiste ont lieu pour former une coalition avec une candidature unique dans chaque circonscription. Elles aboutissent à la création d'une coalition appelée « Nouveau Front populaire (NFP) » dans la soirée. Dans la nuit du 11 au 12 juin, le NPA - L'Anticapitaliste décide de rejoindre cette alliance.
Le 12 juin, La France insoumise, le Parti socialiste, Les Écologistes et le Parti communiste français trouvent un accord pour une répartition des différents circonscriptions entre eux et leurs alliés - en prenant en compte à la fois les députés sortants ainsi que les résultats des européennes. Le 13 juin au soir, les partis du « Nouveau Front populaire » officialisent leur accord sur la campagne, le programme et la répartition des circonscriptions,. Selon l'accord national du Nouveau Front populaire, dans l'Aisne, les 1re, 3e, 4e et 5e circonscriptions sont réservées à un candidat du Parti socialiste. La France insoumise obtient la 2e circonscription,.
Le Parti socialiste investit Charles Culioli, avocat laonnois en droit social, dans la 1re circonscription avec l'écologiste Brigitte Fournié-Turquin, conseillère départementale élue dans le canton de Laon-2, comme suppléante. Dans la 5e circonscriptions, Karim Belaïd, médecin généraliste à Château-Thierry est choisi comme candidat par le PS avec la communiste Marie-Ange Layer, conseillère régionale comme suppléante. Le PS parachute Lola Prié, étudiante parisienne et originaire du Finistère, dans la 4e circonscription.
La France insoumise investit Anne-Sophie Dujancourt, documentaliste et conseillère municipale d'opposition de Saint-Quentin dans la 2e circonscription avec Didier Latapie, retraité de l'Éducation nationale comme suppléant,.
Dans la 3e circonscription, le député sortant Jean-Louis Bricout, membre du parti La Convention et du groupe LIOT à l'Assemblée nationale décide de repartir en campagne, sans investiture du Nouveau Front populaire. Le Nouveau Front populaire décide d'ailleurs de n'investir aucun candidat dans cette circonscription, face à lui, malgré l'accord national réservant la circonscription au PS et du soutien accordé par le PS à ce dernier,,.

### Majorité présidentielle: Ensemble
Peu après l'annonce de la dissolution, la majorité présidentielle autorise l'investiture aux députés sortants, y compris d'opposition faisant partie de « l'arc républicain ».
Dans l'Aisne, les députés sortants battus en 2022, Aude Bono et Marc Delatte sont sollicités pour être candidat à ces élections par la présidente de Renaissance dans le département, Sawsen Clément-Jebbari. Cependant, Marc Delatte et Aude Bono ne souhaitent pas être à nouveau candidats pour ces législatives.
Dans la 5e circonscription, le candidat dissident en 2022, Sébastien Eugène, maire radical de Château-Thierry et conseiller départemental, décide de ne pas se présenter pour ces élections. Le maire Horizons de Condé-en-Brie et conseiller régional, Dominique Moyse décide aussi de ne pas être candidat.
Le parti Renaissance décide finalement de donner l'investiture à Jeanne Roussel, conseillère départementale élue dans le canton de Villers-Cotterêts, dans la 5e circonscription comme en 2022 et à Benjamin Maurice, haut fonctionnaire, ayant travaillé dans les cabinets ministériels d'Élisabeth Borne et Olivier Dussopt, dans la 4e circonscription. Ce dernier avait d'ailleurs souhaité se présenter dans cette circonscription en 2017, mais Marc Delatte avait alors reçu l'investiture.
Dans la 1re circonscription, l'avocat laonnois Damien Delavenne est investi par Renaissance. Ce dernier a été conseil municipal de Laon entre 2014 et 2020. Il a été tête pour le PS en 2014 pour la mairie de Laon. Il a rejoint le parti présidentielle en 2017. Dans les 2e et 3e circonscriptions, Renaissance ne présente pas de candidat face aux députés sortant Julien Dive et Jean-Louis Bricout.

### À droite
Après l'annonce de la dissolution, Les Républicains décide de maintenir la stratégie du « ni-ni » avec aucune alliance avec la majorité présidentielle comme le Rassemblement national, même si le RN courtise les LR pour une éventuelle alliance.
Le député LR sortant de la 2e circonscription, Julien Dive, décide aussitôt le 10 juin de repartir en campagne sans attendre la validation de son investiture. Paul Mougenot, conseiller départemental élu dans le canton de Villeneuve-sur-Aisne et candidat en 2022, pense à une nouvelle candidature dans la 1re circonscription, mais il réserve sa décision.
David Bobin, maire de Vauxbuin et conseiller départemental élu dans le canton de Soissons-2, décide de ne pas solliciter une nouvelle candidature dans la 4e circonscription après celle de 2022 en raison de ses fonctions actuelles d'élu.
Le 11 juin, Éric Ciotti, président des Républicains, annonce par surprise vouloir faire alliance avec le Rassemblement national, rompant avec la ligne du « ni-ni » qui prévalait encore. Cette décision provoque une crise interne et des critiques dont celle de Pascale Gruny, sénatrice et présidente des Républicains de l'Aisne et de Julien Dive estimant que cet accord est un calcul électoral et une rupture par rapport aux décisions antérieures. Il exprime aussi son dégoût et évoque d'ailleurs : « Nous savons désormais qu’en juin 1940, Eric Ciotti n’aurait jamais traversé la Manche. » concernant le président de son parti. À la suite de cette annonce, le sénateur LR, Antoine Lefèvre décide de quitter le parti.
À la suite de cette annonce, Julien Dive maintient sa candidature. Pascale Gruny, présidente des LR du département confirme son investiture et investit Jade Gilquin, enseignante et conseillère municipale de Villers-Cotterêts comme candidate dans la 5e circonscription comme en 2022. Elle dément d'ailleurs d'un soutien de son parti à un candidat du Rassemblement national. Les Républicains ne présentent aucun candidat dans les 1re, 3e et 4e circonscriptions.

### Rassemblement national
Après l'annonce de la dissolution, les députés sortants RN, Nicolas Dragon, José Beaurain et Jocelyn Dessigny décident de repartir en campagne dans leur circonscription respective pour solliciter un nouveau mandat,.
Pour cette élection, le Rassemblement national espère réaliser le grand chelem en gagnant la 2e circonscription et la 3e circonscription face aux députés sortants Julien Dive et Jean-Louis Bricout en raison des excellents résultats du parti dans le département, même si l'ancrage local des deux députés sortants est fort.
Dans le cadre de l'appel à des alliances avec Les Républicains et d'autres partis politiques alliés, les noms de Philippe Torre, maire CNIP de Berlancourt et conseiller régional, et de Lola Puissant, membre de L'Avenir français, sont évoqués comme candidat dans la 3e circonscription pour le premier et la 2e circonscription pour la seconde. Ils ont d'ailleurs été candidat en 2017 pour Philippe Torre et en 2022 pour Lola Puissant dans ces deux circonscriptions.
Philippe Torre s'est d'ailleurs déclaré candidat dès le 10 juin dans la 3e circonscription. Il est aussi un des avocats représentant Éric Ciotti dans l'affaire demandant l'annulation de son exclusion du parti des Républicains,.
Le Rassemblement national décide finalement le 14 juin de donner son investiture à Philippe Torre (CNIP) dans la 2e circonscription et parachute Eddy Casterman (ex-Reconquête), maire-adjoint d'Englos dans le Nord et proche de Marion Maréchal, comme candidat de l'union des droites dans la 3e circonscription,,. Ce dernier a été candidat en 2022 dans la 11e circonscription du Nord avec l'étiquette Reconquête et il est un proche de Marion Maréchal qui a rompu avec son parti.
Jérôme Moineuse, maire de Lemé, ancien membre du parti Les Républicains et candidat en 2022 dans la 3e circonscription, a été sollicité comme candidat de l'union des droites, soutenu par le RN dans cette circonscription, mais ce dernier a décliné la proposition, d'où le parachutage d'Eddy Casterman.

### Reconquête
Dès le 10 juin, des discussions entre Rassemblement national et Reconquête  s'amorcent dans le cadre d'une « union des droites » mais le RN refuse le 11 un accord avec le parti d'Éric Zemmour. À la suite de ce rejet, des dissensions internes éclatent avec l'exclusion de quatre eurodéputés du parti dont Marion Maréchal ayant appelé à soutenir les candidats de cette coalition des droites. Le 16 juin, Éric Zemmour annonce finalement l'investiture de candidat dans 330 circonscriptions.
Dans l'Aisne, le parti a décidé de ne pas présenter de candidat dans la 4e et 5e circonscription face aux députés RN sortants José Beaurain et Jocelyn Dessigny comme « main tendue au RN ». Il investit Didier Kaczmarek dans 2e circonscription et Anne-Marie Fournier, retraitée et ancienne conseillère départementale RN élue dans le canton d'Hirson de 2015 à 2021, dans 3e circonscription. Ces deux candidatures peuvent cependant être retirer « s'ils acceptent l'union des droites » selon le délégué départemental, Romain Dumand. Quelques jours avant le premier tour du scrutin, Anne-Marie Fournier décide de retirer sa candidature dans la 3e circonscription.
Philippe Tréguier est investi par Reconquête dans la 1re circonscription. Il est le seul candidat de son parti face au député RN sortant Nicolas Dragon.

### Autres
- Lutte ouvrière présente cinq candidats[77] : Jean-Loup Pernelle, postier retraité, dans la 1re circonscription[78],[79], Anne Zanditénas, enseignante, dans la 2e circonscription[80],[81], Laetitia Voisin, enseignante, dans la 3e circonscription[82],[83], Flora Bouillaguet, enseignante, dans la 4e circonscription[84],[85] et Yona Merbouche dans la 5e circonscription[86]. Parmi ces cinq candidats, Jean-Loup Pernelle est candidat successivement depuis l'élection de 1993. Anne Zanditénas et Laetitia Voisin sont candidates successivement depuis l'élection de 2002. Flora Bouillaguet a déjà été candidate dans la même circonscription en 2022.
- Dans la 4e circonscription, Philippe Goujard se présente comme candidat du parti Rester libre en alliance avec l'Alliance centriste. Celui-ci se trouvait d'ailleurs en 71e position de la liste « Non ! Prenons-nous en mains » de son parti lors des dernières élections européennes[87],[88].
- Mathieu Boufflet, gestionnaire de patrimoine de Laon, est candidat sans étiquette pour les législatives dans la 1re circonscription. Il a été tête de liste lors des dernières élections municipales à Laon[89]. Il a d'ailleurs été condamné en 2021 à dix-huit mois d'inéligibilité pour défaut de comptes de campagne à la suite de cette élection[90].

## Résultats

### Élus
| Circonscription | Député sortant     | Parti ou nuance | Parti ou nuance | Groupe | Député élu ou réélu | Parti ou nuance | Parti ou nuance | Groupe  |
| --------------- | ------------------ | --------------- | --------------- | ------ | ------------------- | --------------- | --------------- | ------- |
| 1re             | Nicolas Dragon     |                 | RN              | RN     | Nicolas Dragon      |                 | RN              | RN      |
| 2e              | Julien Dive        |                 | LR              | LR     | Julien Dive         |                 | LR              | App. DR |
| 3e              | Jean-Louis Bricout |                 | C               | LIOT   | Eddy Casterman      |                 | EXD             | App. RN |
| 4e              | José Beaurain      |                 | RN              | RN     | José Beaurain       |                 | RN              | RN      |
| 5e              | Jocelyn Dessigny   |                 | RN              | RN     | Jocelyn Dessigny    |                 | RN              | RN      |

### Taux de participation
| Taux de participation | 1er tour | 1er tour | 1er tour   | 2d tour | 2d tour | 2d tour    | Différence entre les deux tours |
| Taux de participation | En 2022  | En 2024  | Différence | En 2022 | En 2024 | Différence | Différence entre les deux tours |
| --------------------- | -------- | -------- | ---------- | ------- | ------- | ---------- | ------------------------------- |
| À midi                | 16,47 %  | 25,90 %, | 9,43       | 17,60 % | 24,28 % | 6,68       | 1,62                            |
| À 17 heures           | 36,80 %  | 55,24 %  | 18,44      | 35,94 % | 57,03 % | 21,09      | 1,79                            |
| Final                 | 45,92 %  | 64,00 %  | 18,08      | 44,63 % | 63,71 % | 19,08      | 0,29                            |

### Résultats à l'échelle du département

#### Résultats par coalition
| Parti et coalition                          | Parti et coalition                                 | Parti et coalition                 | Premier tour | Premier tour | Premier tour | Second tour   | Second tour   | Second tour | Total Sièges  | +/-           |
| Parti et coalition                          | Parti et coalition                                 | Parti et coalition                 | Voix         | %            | Sièges       | Voix          | %             | Sièges      | Total Sièges  | +/-           |
| ------------------------------------------- | -------------------------------------------------- | ---------------------------------- | ------------ | ------------ | ------------ | ------------- | ------------- | ----------- | ------------- | ------------- |
|                                             |                                                    | Rassemblement national (RN)        | 78 357       | 33,88        | 3            |               |               |             | 3             | en stagnation |
|                                             | Sans étiquette                                     | 23 577                             | 10,19        | 1            | 1            | Nv            |               |             |               |               |
|                                             | Centre national des indépendants et paysans (CNIP) | 21 496                             | 9,29         | 0            | 22 409       | 49,42         | 0             | 0           | en stagnation |               |
| Total Rassemblement national et alliés (RN) | Total Rassemblement national et alliés (RN)        | 123 430                            | 53,37        | 4            | 22 409       | 49,42         | 0             | 4           | 1             |               |
|                                             |                                                    | Parti socialiste (PS)              | 28 261       | 12,22        | 0            |               |               |             | 0             | Nv            |
|                                             | La France insoumise (LFI)                          | 6 511                              | 2,82         | 0            | 0            | en stagnation |               |             |               |               |
|                                             | Sans étiquette                                     |                                    |              |              | 0            | 1             |               |             |               |               |
| Total Nouveau Front populaire (NFP)         | Total Nouveau Front populaire (NFP)                | 34 772                             | 15,04        | 0            | 0            | 1             |               |             |               |               |
|                                             |                                                    | Renaissance (RE)                   | 31 639       | 13,68        | 0            | 0             | en stagnation |             |               |               |
| Total Ensemble pour la République (ENS)     | Total Ensemble pour la République (ENS)            | 31 639                             | 13,68        | 0            | 0            | en stagnation |               |             |               |               |
|                                             |                                                    | Les Républicains (LR)              | 18 953       | 8,20         | 0            | 22 933        | 50,58         | 1           | 1             | en stagnation |
| Total Union de la droite et du centre (UDC) | Total Union de la droite et du centre (UDC)        | 18 953                             | 8,20         | 0            | 22 933       | 50,58         | 1             | 1           | en stagnation |               |
|                                             | La Convention (C)                                  | La Convention (C)                  | 15 385       | 6,65         | 0            |               |               |             | 0             | Nv            |
|                                             | Lutte ouvrière (LO)                                | Lutte ouvrière (LO)                | 3 339        | 1,44         | 0            | 0             | en stagnation |             |               |               |
|                                             | Reconquête (REC)                                   | Reconquête (REC)                   | 1 216        | 0,53         | 0            | 0             | en stagnation |             |               |               |
|                                             | Debout la France (DLF)                             | Debout la France (DLF)             | 1 165        | 0,50         | 0            | 0             | en stagnation |             |               |               |
|                                             |                                                    | Rester libre ! (RL)                | 553          | 0,24         | 0            | 0             | Nv            |             |               |               |
| Total Le Centre (LC)                        | Total Le Centre (LC)                               | 553                                | 0,24         | 0            | 0            | Nv            |               |             |               |               |
|                                             | Dissidents Nouveau Front populaire                 | Dissidents Nouveau Front populaire | 497          | 0,21         | 0            | 0             | en stagnation |             |               |               |
|                                             | Sans étiquette (SE)                                | Sans étiquette (SE)                | 316          | 0,14         | 0            | 0             | en stagnation |             |               |               |
|                                             |                                                    |                                    |              |              |              |               |               |             |               |               |
| Suffrages exprimés                          | Suffrages exprimés                                 | Suffrages exprimés                 | 231 265      | 96,96        |              | 45 342        | 97,26         |             |               |               |
| Votes blancs                                | Votes blancs                                       | Votes blancs                       | 4 878        | 2,05         | 888          | 1,90          |               |             |               |               |
| Votes nuls                                  | Votes nuls                                         | Votes nuls                         | 2 362        | 0,99         | 390          | 0,84          |               |             |               |               |
| Total                                       | Total                                              | Total                              | 238 505      | 100          | 4            | 46 620        | 100           | 1           | 5             | en stagnation |
| Abstentions                                 | Abstentions                                        | Abstentions                        | 134 150      | 36,00        |              | 26 561        | 36,29         |             |               |               |
| Inscrits/Participation                      | Inscrits/Participation                             | Inscrits/Participation             | 372 655      | 64,00        | 73 181       | 63,71         |               |             |               |               |

#### Résultats par nuance
| Nuance                 | Nuance                 | Nuance                 | Premier tour | Premier tour | Premier tour | Second tour | Second tour   | Second tour | Total Sièges | +/-           |  |
| Nuance                 | Nuance                 | Nuance                 | Voix         | %            | Sièges       | Voix        | %             | Sièges      | Total Sièges | +/-           |  |
| ---------------------- | ---------------------- | ---------------------- | ------------ | ------------ | ------------ | ----------- | ------------- | ----------- | ------------ | ------------- |  |
|                        | Rassemblement national | RN                     | 99 853       | 43,18        | 3            | 22 409      | 49,42         | 0           | 0            | en stagnation |  |
|                        | Union de la gauche     | UG                     | 34 772       | 15,04        | 0            |             |               |             | 0            | 1             |  |
|                        | Ensemble !             | ENS                    | 31 639       | 13,68        | 0            | 0           | en stagnation |             |              |               |  |
|                        | Extrême droite         | EXD                    | 24 130       | 10,43        | 1            | 1           | Nv            |             |              |               |  |
|                        | Les Républicains       | LR                     | 18 953       | 8,20         | 0            | 22 933      | 50,58         | 1           | 1            | en stagnation |  |
|                        | Divers gauche          | DVG                    | 15 385       | 6,65         | 0            |             |               |             | 0            | en stagnation |  |
|                        | Extrême gauche         | EXG                    | 3 836        | 1,66         | 0            | 0           | en stagnation |             |              |               |  |
|                        | Reconquête             | REC                    | 1 216        | 0,53         | 0            | 0           | en stagnation |             |              |               |  |
|                        | Droite souverainiste   | DSV                    | 1 165        | 0,50         | 0            | 0           | en stagnation |             |              |               |  |
|                        | Divers                 | DIV                    | 316          | 0,14         | 0            | 0           | en stagnation |             |              |               |  |
|                        |                        |                        |              |              |              |             |               |             |              |               |  |
| Suffrages exprimés     | Suffrages exprimés     | Suffrages exprimés     | 231 265      | 96,96        |              | 45 342      | 97,26         |             |              |               |  |
| Votes blancs           | Votes blancs           | Votes blancs           | 4 878        | 2,05         | 888          | 1,90        |               |             |              |               |  |
| Votes nuls             | Votes nuls             | Votes nuls             | 2 362        | 0,99         | 390          | 0,84        |               |             |              |               |  |
| Total                  | Total                  | Total                  | 238 505      | 100          | 4            | 46 620      | 100           | 1           | 5            | en stagnation |  |
| Abstentions            | Abstentions            | Abstentions            | 134 150      | 36,00        |              | 26 561      | 36,29         |             |              |               |  |
| Inscrits/Participation | Inscrits/Participation | Inscrits/Participation | 372 655      | 64,00        | 73 181       | 63,71       |               |             |              |               |  |

### Cartes

Nuance politique des candidats arrivés en tête dans chaque commune au 1er tour dans le département de l'Aisne.
Nuance politique des candidats arrivés en tête ou élu dans chaque circonscription au 1er tour dans l'Aisne avec celle des candidats se maintenant au second tour.
Nuance politique des candidats arrivés en tête dans chaque commune au 2e tour dans le département de l'Aisne.
Nuance politique des députés élus dans chaque circonscription au 2e tour dans l'Aisne.

### Résultats par circonscription

#### Première circonscription
- Député sortant : Nicolas Dragon (Rassemblement national), réélu.

| Candidat                 | Candidat                 | Parti et coalition       | Nuance                   | Premier tour | Premier tour |
| Candidat                 | Candidat                 | Parti et coalition       | Nuance                   | Voix         | %            |
| ------------------------ | ------------------------ | ------------------------ | ------------------------ | ------------ | ------------ |
|                          | Nicolas Dragon           | RN                       | RN                       | 24 774       | 54,49        |
|                          | Damien Delavenne         | RE (ENS)                 | ENS                      | 10 380       | 22,83        |
|                          | Charles Culioli          | PS (NFP)                 | UG                       | 8 654        | 19,03        |
|                          | Jean-Loup Pernelle       | LO                       | EXG                      | 701          | 1,54         |
|                          | Philippe Tréguier        | REC                      | REC                      | 644          | 1,42         |
|                          | Mathieu Léon Boufflet    | SE                       | DIV                      | 316          | 0,69         |
|                          |                          |                          |                          |              |              |
| Votes valides            | Votes valides            | Votes valides            | Votes valides            | 45 469       | 96,56        |
| Votes blancs             | Votes blancs             | Votes blancs             | Votes blancs             | 1 189        | 2,53         |
| Votes nuls               | Votes nuls               | Votes nuls               | Votes nuls               | 429          | 0,91         |
| Total                    | Total                    | Total                    | Total                    | 47 087       | 100          |
| Abstention               | Abstention               | Abstention               | Abstention               | 24 968       | 34,65        |
| Inscrits / participation | Inscrits / participation | Inscrits / participation | Inscrits / participation | 72 055       | 65,35        |

#### Deuxième circonscription
- Député sortant : Julien Dive (Les Républicains), réélu.

| Candidat                 | Candidat                 | Parti et coalition       | Nuance                   | Premier tour | Premier tour | Second tour | Second tour |
| Candidat                 | Candidat                 | Parti et coalition       | Nuance                   | Voix         | %            | Voix        | %           |
| ------------------------ | ------------------------ | ------------------------ | ------------------------ | ------------ | ------------ | ----------- | ----------- |
|                          | Philippe Torre           | CNIP (RN)                | RN                       | 21 496       | 47,06        | 22 409      | 49,42       |
|                          | Julien Dive              | LR (UDC)                 | LR                       | 16 288       | 35,66        | 22 933      | 50,58       |
|                          | Anne-Sophie Dujancourt   | LFI (NFP)                | UG                       | 6 511        | 14,26        |             |             |
|                          | Didier Kaczmarek         | REC                      | REC                      | 561          | 1,23         |             |             |
|                          | Corinne Bécourt          | PCF diss.                | EXG                      | 497          | 1,09         |             |             |
|                          | Anne Zanditénas          | LO                       | EXG                      | 322          | 0,70         |             |             |
|                          |                          |                          |                          |              |              |             |             |
| Votes valides            | Votes valides            | Votes valides            | Votes valides            | 45 675       | 97,82        | 45 342      | 97,26       |
| Votes blancs             | Votes blancs             | Votes blancs             | Votes blancs             | 716          | 1,53         | 888         | 1,90        |
| Votes nuls               | Votes nuls               | Votes nuls               | Votes nuls               | 303          | 0,65         | 390         | 0,84        |
| Total                    | Total                    | Total                    | Total                    | 46 694       | 100          | 46 620      | 100         |
| Abstention               | Abstention               | Abstention               | Abstention               | 26 471       | 36,18        | 26 561      | 36,29       |
| Inscrits / participation | Inscrits / participation | Inscrits / participation | Inscrits / participation | 73 165       | 63,82        | 73 181      | 63,71       |

#### Troisième circonscription
- Député sortant : Jean-Louis Bricout (La Convention).

| Candidat                 | Candidat                 | Parti et coalition       | Nuance                   | Premier tour | Premier tour |
| Candidat                 | Candidat                 | Parti et coalition       | Nuance                   | Voix         | %            |
| ------------------------ | ------------------------ | ------------------------ | ------------------------ | ------------ | ------------ |
|                          | Eddy Casterman           | SE (RN)                  | EXD                      | 23 577       | 57,64        |
|                          | Jean-Louis Bricout       | C                        | DVG                      | 15 385       | 37,62        |
|                          | Damien Créon             | DLF                      | DSV                      | 1 165        | 2,85         |
|                          | Laëtitia Voisin          | LO                       | EXG                      | 763          | 1,87         |
|                          | Anne-Marie Fournier      | REC                      | REC                      | 11           | 0,03         |
|                          |                          |                          |                          |              |              |
| Votes valides            | Votes valides            | Votes valides            | Votes valides            | 40 901       | 96,60        |
| Votes blancs             | Votes blancs             | Votes blancs             | Votes blancs             | 952          | 2,25         |
| Votes nuls               | Votes nuls               | Votes nuls               | Votes nuls               | 487          | 1,15         |
| Total                    | Total                    | Total                    | Total                    | 42 340       | 100          |
| Abstention               | Abstention               | Abstention               | Abstention               | 23 648       | 35,84        |
| Inscrits / participation | Inscrits / participation | Inscrits / participation | Inscrits / participation | 65 988       | 64,16        |

Eddy Casterman, un indépendant rattaché au Rassemblement national est élu député au premier tour, distançant largement le député sortant.

#### Quatrième circonscription
- Député sortant : José Beaurain (Rassemblement national), réélu.

| Candidat                 | Candidat                 | Parti et coalition       | Nuance                   | Premier tour | Premier tour |
| Candidat                 | Candidat                 | Parti et coalition       | Nuance                   | Voix         | %            |
| ------------------------ | ------------------------ | ------------------------ | ------------------------ | ------------ | ------------ |
|                          | José Beaurain            | RN                       | RN                       | 25 913       | 55,04        |
|                          | Benjamin Maurice         | RE - TdP (ENS)           | ENS                      | 10 448       | 22,19        |
|                          | Lola Prié                | PS (NFP)                 | UG                       | 9 335        | 19,83        |
|                          | Flora Bouillaguet        | LO                       | EXG                      | 832          | 1,77         |
|                          | Philippe Goujard         | RL (LC)                  | EXD                      | 553          | 1,17         |
|                          |                          |                          |                          |              |              |
| Votes valides            | Votes valides            | Votes valides            | Votes valides            | 47 081       | 97,13        |
| Votes blancs             | Votes blancs             | Votes blancs             | Votes blancs             | 992          | 2,05         |
| Votes nuls               | Votes nuls               | Votes nuls               | Votes nuls               | 400          | 0,83         |
| Total                    | Total                    | Total                    | Total                    | 48 473       | 100          |
| Abstention               | Abstention               | Abstention               | Abstention               | 30 463       | 38,59        |
| Inscrits / participation | Inscrits / participation | Inscrits / participation | Inscrits / participation | 78 936       | 61,41        |

#### Cinquième circonscription
- Députée sortante : Jocelyn Dessigny (Rassemblement national), réélue

| Candidat                 | Candidat                 | Parti et coalition       | Nuance                   | Premier tour | Premier tour |
| Candidat                 | Candidat                 | Parti et coalition       | Nuance                   | Voix         | %            |
| ------------------------ | ------------------------ | ------------------------ | ------------------------ | ------------ | ------------ |
|                          | Jocelyn Dessigny         | RN                       | RN                       | 27 670       | 53,07        |
|                          | Jeanne Roussel           | RE (ENS)                 | ENS                      | 10 811       | 20,73        |
|                          | Karim Belaïd             | PS (NFP)                 | UG                       | 10 272       | 19,70        |
|                          | Jade Gilquin             | LR (UDC)                 | LR                       | 2 665        | 5,11         |
|                          | Yona Merbouche           | LO                       | EXG                      | 721          | 1,38         |
|                          |                          |                          |                          |              |              |
| Votes valides            | Votes valides            | Votes valides            | Votes valides            | 52 139       | 96,71        |
| Votes blancs             | Votes blancs             | Votes blancs             | Votes blancs             | 1 029        | 1,91         |
| Votes nuls               | Votes nuls               | Votes nuls               | Votes nuls               | 743          | 1,38         |
| Total                    | Total                    | Total                    | Total                    | 53 911       | 100          |
| Abstention               | Abstention               | Abstention               | Abstention               | 28 600       | 34,66        |
| Inscrits / participation | Inscrits / participation | Inscrits / participation | Inscrits / participation | 82 511       | 65,34        |